# Joseph Anton Helfrich
Joseph Anton Helfrich, öfter auch Helferich oder Helfferich (* 18. Januar 1762 in Miltenberg; † 26. März 1837 in Bamberg) war ein katholischer Priester, Kanoniker in Speyer und Domkapitular in Bamberg; 1814–1815 fungierte er als Diplomat auf dem Wiener Kongress.

## Leben und Wirken

### Speyerer Zeit
Joseph Anton Helfrich wurde 1762 im unterfränkischen Miltenberg geboren. Er kam als Sekretär des Weihbischofs Andreas Seelmann (1732–1789), gleichzeitig Dekan des Stiftes St. German und Moritz nach Speyer. Seelmann stiftete 1789, kurz vor seinem Tod, für Helfrich eine eigene Vikarie an diesem Stift, später wurde er Präbendar am Speyerer Dom. 
Bis zum Ende der Napoleonischen Zeit blieb der Priester als Seelsorger in Speyer. Durch die Zeitereignisse war das Fürstbistum Speyer, ebenso wie die übrigen geistlichen Territorien des Heiligen Römischen Reiches untergegangen.

### Diplomat in Wien
Als beim Wiener Kongress über die politische Neuordnung Europas beraten wurde, hatten die ehemaligen geistlichen Fürsten Deutschlands dort keine Vertretung. Zusammen mit Domdekan Franz Christoph Wambold zu Umstatt (1761–1832) aus dem Speyerer Nachbarbistum Worms begab sich Joseph Helfrich zum Kongress nach Wien. Beide waren beauftragt von den meisten noch lebenden deutschen Bischöfen bzw. von den sonstigen Verwaltern der geistlichen Körperschaften und bezeichneten sich auf dem Kongress als sogenannte  „Oratoren“  der deutschen Kirche. Dort fungierten sie als engste Mitarbeiter des päpstlichen Kardinalstaatssekretärs Ercole Consalvi, mit dem zusammen sie versuchten, die alten geistlichen Territorien zu restaurieren bzw. Kompensationen für nicht mehr restaurierbare Gebiete zu erhalten, um die deutsche Kirche auf eine solide finanzielle Grundlage zu stellen und staatliche Eingriffe in das kirchliche Leben zu verhindern.
Helfrich und Wambold gehörten in Wien zum Kreis um den Hl. Klemens Maria Hofbauer. Mit ihm und Kardinal Consalvi berieten sie sich eingehend bei der Abfassung ihrer politischen Anträge, die sie in mehreren Bitt- und Denkschriften dem Kongress unterbreiteten. Das Buch „Beiträge zur Geschichte der Oberrheinischen Kirchenprovinz“ von Ignaz von Longner, 1863, fasst die Hauptforderungen wie folgt zusammen:
- 1. daß die katholische Kirche wieder in ihre eigentümlichen Rechte eingesetzt und in dem Besitz ihrer Rechte, mit Inbegriff der freien Wahl der Bischöfe durch die Kapitel, gegen jeden Eingriff erhalten und gesichert werde;
- 2. daß demnach die Verhältnisse der Kirche zum Staate, was die Ausübung der katholischen Rechte betrifft, ohne Rücksicht auf alle zum Nachtheile derselben statt gefundenen Neuerungen, in jenem Zustand wieder herzustellen seien, wie sie früher in Deutschland bestanden haben, und
- 3. daß jener Grundsatz der alten deutschen Kirchenfreiheit bei allen über diesen Gegenstand noch weiterhin zu treffenden Bestimmungen als die Grundlage aufgestellt und angenommen werden solle.

Die deutsche Kirche reklamiere demnach:
- 1. alle ihre kirchlichen Besitzungen, welche noch nicht veräußert sind;
- 2. ihre veräußerten Besitzungen, soweit sie nach den bestehenden Rechts-Principien und Gesetzen einlösbar sind;
- 3. in Ansehung des Restes ihres Eigentumes vertraue sie auf die Gerechtigkeit der höchsten Regenten, daß der zu reichende Ersatz durch angemessene Entschädigungen in unbeweglichen Besitztümern, wenigstens in so weit geleistet werde, als zur Fundation der Bistümer, ihrer Kapitel und Seminarien, sowie ihrer kirchlichen und wohltätigen Institute notwendig und erforderlich ist, gemäß dem Grundsatz „zu geben dem Kaiser, was des Kaisers, aber auch Gott, was Gottes ist.“

Trotz des nachhaltigen Einsatzes der beiden Oratoren und ihres persönlichen, leidenschaftlichen Auftretens, zusammen mit Kardinal Consalvi, ignorierte der Wiener Kongress alle ihre Forderungen und entschied zugunsten der weltlichen Souveräne. Kein geistliches Territorium wurde in irgendeiner Hinsicht wieder hergestellt oder entschädigt. Vielmehr blieben die ehemals freien, nun enteigneten Bistümer, in einer verhängnisvollen politisch-finanziellen Abhängigkeit der jeweiligen Landesfürsten, welche auch Neugründungen von Diözesen und die Besetzungen der Bischofsstühle weitgehend bestimmten. Aus dieser Situation erwuchs in der Folge ein strenges „Staatskirchentum“, wie etwa in Bayern und Hessen oder ein regelrechter Kirchen- bzw. Kulturkampf, wie z. B. in Baden und Preußen.

### Späteres Wirken
Nach dem Kongress folgte Joseph Anton Helfrich zunächst dem Kardinalstaatssekretär Ercole Consalvi nach Rom, wo er sich weiterhin für die Belange der deutschen Katholiken einsetzte. 1817 war er neben dem bayerisch-pfälzischen Bischof (später Kardinal) Johann Casimir Häffelin und Ercole Consalvi, am Zustandekommen des Bayerischen Konkordates beteiligt, durch welches das katholische Gemeinwesen wenigstens in Bayern und der Rheinpfalz wieder einigermaßen konsolidiert wurde. 
Schließlich kehrte Helfrich nach Deutschland zurück und avancierte am 28. Oktober 1821 zum Domkapitular des Erzbistums Bamberg. Als solcher starb er dort 1837.

## Persönlichkeit
Joseph Anton Helfrich stand mit vielen Geistesgrößen seiner Zeit in persönlichem Kontakt. Karl August Varnhagen von Ense (1785–1858) beschrieb den Priester als „kleine gesetzte Gestalt mit lebhaftem Temperament, die ihn an Fichte erinnere“. Franz Bernhard von Bucholtz (1790–1838) bezeichnete ihn als  „wunderbaren Mann, von vielen Kenntnissen, guten Anlagen und einer durch Tugend geleiteten Eitelkeit“ . Auch Friedrich Schlegel (1772–1829) und Friedrich Christoph Perthes (1772–1843) gehörten zu Helfrichs Bekannten, ebenso wie der ungarische Politiker Ferenc Széchényi (1754–1820) in dessen Haus er in seiner Wiener Zeit lebte. Überdies zählten zu den Freunden des Speyerer Priesters auch Adam von Müller  (1779–1829), Josef von Penkler (1751–1830) und Joseph Anton von Pilat (1782–1865). Die drei Letztgenannten halfen bei der Formulierung der an den Wiener Kongress gerichteten Anträge.
Seit 1814 zählte Joseph Anton Helfrich außerdem zu dem konservativen Kreis um den Würzburger Weihbischof Gregor von Zirkel (1762–1817), der vehement die Idee des Konstanzer Weihbischofs Ignaz Heinrich von Wessenberg einer von Rom mehr oder weniger unabhängigen katholischen Nationalkirche bekämpfte.